# Krzysztof Topolski
Krzysztof Topolski (ur. 13 marca 1947 w Katowicach)  – kanadyjski i polski biznesmen pochodzenia żydowskiego, więzień PRL, filantrop.

## Życiorys
Urodził się w rodzinie Fryderyka Topermana, inżyniera wykształconego przed II wojną światową na Politechnice Lwowskiej, po wojnie działacza partyjnego odbudowującego górnictwo na Górnym Śląsku, a później m.in. oddelegowanego do przemysłu zbrojeniowego.  Ojciec Krzysztofa zmienił nazwisko na Topolski, kiedy pod koniec lata 1944 r. po przyjeździe do Stalowej Woli, gdzie miał uruchamiać zakład, dowiedział się, że jego były niemiecki dyrektor nazywał się Teperman. Żeby się nie kojarzyć z Niemcem przybrał polskie nazwisko. Matka Krzysztofa Topolskiego – Paula z domu Bałaban była lekarzem hematologiem, jej wujem był znawca dziejów polskich Żydów prof. Majer Bałaban.
W 1964 r. ukończył XIV Liceum Ogólnokształcące im. Klementa Gottwalda w Warszawie. Podczas nauki w liceum był już jednym z uczestników Klubu Poszukiwaczy Sprzeczności założonego przez Adama Michnika. Jeszcze w liceum rozpoczął też działalność kabaretową, razem z Andrzejem Woyciechowskim, Januszem Weissem i Magdą Umer. Kontynuował ją także jako student, współtworząc grupę roboczo nazywaną „Stodołą 2”, która w późniejszym czasie, już po emigracji Topolskiego, przekształciła się w kabaret Abakus.
Studia rozpoczął w 1964 r. na Wydziale Inżynierii budowlanej Politechniki Warszawskiej. Podczas tych studiów współorganizował Studenckie Ośrodki Dyskusyjne na politechnikach w całej Polsce. Był także – nadal we współpracy z Andrzejem Woyciechowskim – autorem licznych antysystemowych żartów, z których najgłośniejszym było wywieszenie nocą na budynku Auditorium Maximum UW transparentu, informującego o obronie pracy doktorskiej płk. Omelana pod tytułem „Krok defiladowy na terenach bagnistych i podmokłych”.
Z Inżynierii Budowlanej przeniósł się na studia socjologiczne w Uniwersytecie Łódzkim, ale kiedy rozpoczęły się wydarzenia Marca 1968 znów w Warszawie współorganizował działania studentów na Politechnice Warszawskiej, w tym – nawoływał przez uczelniany radiowęzeł do udziału w wiecu 9 marca. Został zatrzymany przez SB 10 marca i osadzony w areszcie na Rakowieckiej. Początkowo dostał zarzut z Kodeksu Karnego, zagrożony karą do 1,5 roku więzienia: „Rozpowszechnianie fałszywych wiadomości mogących wywołać niepokój publiczny”, ale po kilku miesiącach – z końcem sierpnia – zarzut zmieniono na znacznie poważniejszy – (z Małego Kodeksu Karnego): „obraza narodu polskiego”, zagrożony karą do 10 lat.
Jego proces pod koniec września był pierwszym z dużych procesów marcowych, w wyniku którego otrzymał karę 1,5 więzienia i 2 lat pozbawienia praw obywatelskich i publicznych. Przewieziony na początku listopada do zakładu karnego w Strzelcach Opolskich spędził tam czas do marca 1969 roku, kiedy to został warunkowo (mimo że nie składał takiego wniosku) zwolniony. Po powrocie do Warszawy dostał wezwanie do służby wojskowej w tzw. karnej kompanii w Orzyszu, co ostatecznie zdecydowało o jego decyzji o emigracji na zasadach wymuszonych przez władze PRL wobec osób pochodzenia żydowskiego, czyli przymusowego zrzeczenie się polskiego obywatelstwa w zamian za otrzymanie tzw. dokumentu podróży. 
Topolski z końcem czerwca 1969 r. wyjechał do Szwecji, gdzie od razu dostał możliwość studiowania socjologii na Uniwersytecie Sztokholmskim, ale zdecydował się studiować matematykę. Bardziej jednak od studiów pochłaniały go od początku emigracji różne pomysły biznesowe. Dlatego już w grudniu 1971, po otrzymaniu wizy kanadyjskiej, przeniósł się do Toronto, gdzie początkowo imał się różnych drobnych prac (boya hotelowego, malarza, kierowcy dostawczaka, sprzedawcy domokrążnego), by w efekcie trafić do pracy w salonie sprzedaży samochodów. W tej branży w ciągu kilku lat piął się w górę, od asystenta menadżera przez menadżera do generalnego menadżera. W efekcie po kilku latach stać go było na otworzenie własnej firmy sprzedażowej – franczyzy Datsuna w Barrie, niedaleko od Toronto. 
Po spowodowanej jego chorobą plajcie  firmy, został menadżerem salonu Chryslera w Toronto, gdzie opracował szereg atrakcyjnych promocji sprzedażowych (w tym np. „tent sale” – sprzedaż namiotową). Później organizował z dużym sukcesem wielkie wyprzedaże dla General Motors, był też generalnym menadżerem Nissana w Toronto. Ostatecznie jednak, z zaufanym wspólnikiem, założył kolejną firmę, specjalizującą się w sprzedaży aut używanych „Automotive Clearance Centre”, którą współkierował aż do końca swojego stałego pobytu w Kanadzie, czyli do początku lat 90.  
Na powrót do Polski zdecydował na przełomie lat 80. i 90., po uprzednim – pierwszym po latach – pobycie w rodzinnym kraju tuż przed przełomem ustrojowym. Jednak jeszcze podczas całego pobytu na emigracji, prezentując publicznie ostre poglądy antykomunistyczne (także jako krótkotrwały aktywista Postępowo-Konserwatywnej Partii Kanady), żywo interesował się wydarzeniami w Polsce, m.in. wspomagając finansowo Komitet Obrony Robotników i KSS „KOR” oraz podziemną „Solidarność” w czasie stanu wojennego i po nim. O zwrot obywatelstwa polskiego, do zrzeczenia się którego został zmuszony w 1969 roku, nie występował. Propozycja ponownego nadania obywatelstwa wyszła od prezydenta Aleksandra Kwaśniewskiego. Przyjął ją, bo czuje się Polakiem żydowskiego pochodzenia i sprawa pochodzenia jest dla niego  kwestią honoru.   
Nie zapomniał też o swojej przeszłości artystycznej, tłumacząc na angielski piosenki Agnieszki Osieckiej, Wojciecha Młynarskiego i Macieja Zembatego. Jego tłumaczenie słynnej piosenki Żeby Polska była Polską zostało wykorzystane przez prezydenta Ronalda Reagana podczas Międzynarodowego Dnia Solidarności z Polską – 31 stycznia 1982 r. Był także inicjatorem i po część współautorem bestselleru Jarosława Abramowa-Newerlego Alianci, książka pisana jeszcze w latach 80. miała ukazać się w USA, ale przełom w Polsce sprawił, że wydano ją jednak po polsku w 1990 r. Był też inicjatorem i współautorem, wraz ze swoją drugą żoną Iwoną Jurczenko i Krzysztofem Kilijankiem, książki Zabić tego Polaka o fikcyjnym zamachu na Jana Pawła II.    
Po powrocie do Polski prowadził jeszcze przez kilka lat rozległe interesy, w tym przede wszystkim pośredniczył w hurtowej sprzedaży we współpracy z polskimi zakładami SHL z Kielc dużej liczby austriackich ciężarówek Steyr na Syberię oraz – także na Syberię – autobusów SAN z silnikami Steyr.    
Poczynając od drugiej połowy lat 90. Topolski stopniowo redukował swoją aktywność biznesową, za to – z pomocą i z inspiracji żony – szerzej rozwinął działania filantropijne. Fundował stypendia dla zdolnej młodzieży z biednych rodzin (w sumie około 50 stypendiów), wspomagał rozmaite inicjatywy społeczne, ustanowił w 1995 r. coroczną nagrodę finansową dla najlepszego maturzysty w Szczytnie. Wspólnie z żoną adoptowali też trójkę rodzeństwa z domu dziecka. O tej adopcji Iwona Jurczenko-Topolska napisała książkę Bociany przylatują zimą, która następnie została włączona do większej, opisującej ich wspólne życie książki Podróżą każda miłość jest.  Swoją drogę życiową Krzysztof Topolski opowiedział w wywiadzie-rzece Resortowe dziecko (najgorszego sortu).
Podczas uroczystości z okazji 45 rocznicy Marca ’68, Prezydent Rzeczypospolitej Polskiej Bronisław Komorowski odznaczył Krzysztofa Topolskiego Krzyżem Oficerskim Orderu Odrodzenia Polski.